# Banja Tejan-Sie
Sir Banja Tejan-Sie GCMG (7 tháng 8 năm 1917 – 8 tháng 8 năm 2000) là Toàn quyền Sierra Leone và là một trong những người sáng lập Đảng Nhân dân Sierra Leone (SLPP). Ông được Nữ hoàng phong tước hiệp sĩ với Huân chương cao quý nhất - Đại thập tự huân chương Thánh Michael và Thánh George, GCMG.
Năm 1967, Sierra Leone bị đảo chính quân sự lật đổ, lập ra Hội đồng Cải chánh Quốc gia. Tejan-Sie trở thành Chánh án Tối cao Pháp viện cho đến năm 1968. Khi khôi phục được quyền kiểm soát dân sự, ông được bổ nhiệm làm Toàn quyền. Năm 1971, khi Sierra Leone trở thành nước Cộng hòa, Tejan-Sie phải sống lưu vong ở Anh cho đến cuối đời.